# D'autres nous suivront
Pour plus de détails, voir Fiche technique et Distribution.
D'autres nous suivront (en polonais : Za wami pójdą inni) est un film de guerre polonais réalisé par Antoni Bohdziewicz, sorti en 1949.

## Synopsis
Le film a lieu dans les années 1940, la Varsovie est occupée. L'imprimerie secrète de la Gwardia Ludowa est détruite par les nazis. Artur, un typographe expérimenté, se voit confier la tâche d'organiser un groupe de combattants pour imprimer et distribuer des journaux. Pendant qu'il est professeur secret, Artur rencontre Anna, qui tombe amoureuse de lui et décide de rejoindre le mouvement de résistance du Parti ouvrier polonais (PPR). Les Allemands parviennent à localiser l'imprimerie et lancent l'assaut.

## Fiche technique
- Titre polonais : Za wami pójdą inni
- Titre français : D'autres nous suivront
- Titre anglais : The Others Will Follow
- Réalisation : Antoni Bohdziewicz
- Scénario : Antoni Bohdziewicz et Ariadna Demkowska
- Musique : Kazimierz Serocki
- Photographie : Stanisław Wohl
- Montage : Antoni Bohdziewicz
- Pays d'origine :  Pologne
- Format : Noir et blanc
- Genre : Drame de guerre
- Durée : 112 minutes
- Date de sortie : 1949

## Distribution
- Ewa Krasnodębska : Anna
- Celina Klimczak : typographe Katarzyna
- Władysława Nawrocka : Janka
- Jan Ciecierski : metteur en pages, horloger Konstanty
- Adam Hanuszkiewicz : Władek
- Zdzisław Karczewski : chef d'action surnommé « l'espagnol » (en polonais : hiszpan)
- Józef Kostecki : Jakub, un évadé du ghetto
- Adam Kwiatkowski : surnommé « le malin » (en polonais : spryciarz)
- Lech Madaliński : typographe Artur, directeur de l'imprimerie
- Władysław Staszewski : Feluś, le concierge
- Maria Dąbrowska : mère de Pietrek
- Janina Draczewska : femme de ménage des parents d'Anna
- Halina Głuszkówna : une amie de Janka
- Wanda Jakubińska : une amie de la mère d'Anna
- Maria Krawczykówna : secrétaire de Treuhander
- Janina Macherska : la mère d'Anna
- Halina Taborska
- Henryk Borowski : professeur Brzozowski
- Feliks Chmurkowski : le père d'Anna
- Adam Cyprian : Treuhander Georg Kunkel
- Bronisław Dardziński : coiffeur Henio
- Bronisław Darski : paysan transportant les armes
- Marian Dąbrowski : un client chez le coiffeur
- Roman Dereń
- Zbigniew Filus : directeur du bureau commercial
- Władysław Grabowski : invité à la fête d'anniversaire d'Anna
- Jerzy Merunowicz
- Kazimierz Opaliński : antiquaire
- Czesław Piaskowski : Wicek, une connaissance du directeur du bureau commercial
- Józef Pilarski : tailleur
- Wojciech Pilarski : un allemand sur une charrette
- Arkadiusz Połoński
- Igor Śmiałowski : invité à la fête d'anniversaire d'Anna
- Henryk Szwajcer
- Andrzej Więckowski
- Stanisław Włodek : partisan Pietrek
- Janusz Ziejewski : officier de la Gestapo
- Maria Kędzierska (non mentionnée au générique)
- Zdzisław Nardelli : assassin (non mentionné au générique)
- Jan Marcin Szancer : charpentier de cercueils (non mentionné au générique)
- Wanda Szczepańska
- Valentina Medvedev
- Zdzisław Jan Nowicki : officier de la Gestapo (non mentionné au générique)
- Jerzy Passendorfer : participant à des cours secrets (non mentionné au générique)
- Henryk Kurowski : invité à la fête d'anniversaire d'Anna
- Edmund Biernacki : invité à la fête d'anniversaire d'Anna (non mentionné au générique)
- Mieczysław Verocsy : invité à la fête d'anniversaire d'Anna (non mentionné au générique)